# Козлянка (деревня)
Козлянка — деревня в составе Немского района Кировской области.

## География
Находится на расстоянии примерно 12 километров по прямой на север-северо-восток от районного центра поселка Нема.

## История
Деревня основана в 1650 году, названа по местной речке. В 1717 было 13 жителей, в 1764 — 50. В 1873 году учтено дворов 38 и жителей 244, в 1905 51 и 260, в 1926 68 и 287, в 1950 63 и 226 соответственно, в 1989 64 жителя. До 2021 года входила в Немское сельское поселение Немского района, ныне непосредственно в составе Немского района.

## Население
Постоянное население составляло 50 человек (русские 98 %) в 2002 году, 13 в 2010.